# Arjen van der Linden
Arjen van der Linden (Amersfoort, 10 oktober 1956) is een Nederlandse docent Nederlands, tekstschrijver, dichter, drummer, theatermaker en kunstschilder. 
Van 2010 tot 2012 was Van der Linden stadsdichter van Amersfoort.
Hij woont in Amersfoort en is een Eemlandse schrijver.

## Voetnoten
1. ↑  Arjen van der Linden[dode link] als "Eemlandse schrijver" (geraadpleegd 2017-03-03). Gearchiveerd op 9 september 2014.
2. ↑  Als was op de website kunstinzicht.nl (geraadpleegd 2017-03-03). Gearchiveerd op 19 september 2019.
3. ↑  Over Als niets op de website ondernamen.nl (geraadpleegd 2017-03-03).
4. ↑  recensie in Meander (geraadpleegd 2017-03-03).